# Frithiof Mårtensson
Frithiof Mårtensson (n. 19 mai 1884, Eslöv, Malmöhus⁠(d), Suedia – d. 20 iunie 1956, Stockholm, Suedia) a fost un luptător ce a reprezentat Suedia, medaliat olimpic. A participat la o ediție a Jocurilor Olimpice (1908) în care a câștigat o medalie de aur.

## Participări
Lista de mai jos prezintă principalele competiții la care a participat Frithiof Mårtensson de-a lungul carierei.
- wrestling at the 1908 Summer Olympics – men's Greco-Roman middleweight[*]